# NGC 703
NGC 703 is een elliptisch sterrenstelsel in het sterrenbeeld Andromeda. Het hemelobject werd op 21 september 1786 ontdekt door de Duits-Britse astronoom William Herschel.

## Synoniemen
- PGC 6957
- UGC 1346
- MCG +6-5-29
- CGCG 522-37